# Har Sansan
Har Sansan (hebrejsky: הר סנסן) je hora o nadmořské výšce 735 metrů v centrálním Izraeli, v pohoří Judské hory.
Nachází se cca 16 kilometrů jihozápadně od centra Jeruzaléma, cca 10 kilometrů jihovýchodně od města Bejt Šemeš a cca 2,5 kilometru jihozápadně od obce Cur Hadasa. Má podobu zalesněného vrchu, který na severní straně spadá do údolí vádí Nachal Sansan, na jehož protější straně se zvedá hora Har Kitron. Na jihu leží údolí Vádí Fukin, které je již situováno na Západní břeh Jordánu, jehož hranice (Zelená linie) leží necelý kilometr jihovýchodně od vrcholu. Leží na něm velká izraelská osada, město Bejtar Ilit. Hora je turisticky využívána. Poblíž leží lokalita zaniklého osídlení Chirbet Sansana (חרבת סנסן) se zbytky staveb z byzantského období.